# Зернов, Владимир Алексеевич
Владимир Алексеевич Зернов (род. 2 января 1952, пос. Красная Яруга, Белгородская область) — ректор Российского нового университета (РосНОУ), председатель Ассоциации негосударственных вузов России (АНВУЗ), региональный куратор проекта «Национальная инновационная система» партии «Единая Россия», член президиума Союза ректоров России, Ассоциации юридических вузов России, член РОСРО. Член Аккредитационной коллегии Министерства образования, Российского общественного совета по развитию образования, рабочей группы по модернизации образования Центра стратегических разработок.
Доктор технических наук, профессор, член-корреспондент РАО (2021).

## Биография
В 1975 году окончил факультет общей и прикладной физики Московского физико-технического института по специальности «радиофизика». В 1981 г. защитил диссертацию в МФТИ и получил учёную степень кандидата физико-математических наук. В 1988 г. получил звание доцента по кафедре общей физики МФТИ.
В 2002 защитил докторскую диссертацию по теме «Оптимизация управления качеством образования в негосударственном секторе высшего образования». В том же году получил учёное звание профессора по кафедре менеджмента РосНОУ.
В 2011 году был кандидатом в депутаты Государственной думы VI созыва от «Единой России» по Московской области. Избран не был.

## Профессиональная деятельность
1975—1978 гг. Аспирант МФТИ;
1978—1982 гг. Заместитель секретаря, секретарь комитета ВЛКСМ МФТИ;
1982—1985 гг. Доцент, секретарь парткома МФТИ;
1985—1990 гг. Инструктор, консультант отдела науки и учебных заведений МГК КПСС;
1990—1991 гг. Директор фонда «Культурная инициатива»;
1991 — н/вр. Ректор Российского нового университета;
1994 — н/вр. Председатель Совета Ассоциации негосударственных вузов России.

## Санкции
6 марта 2022 года после вторжения России на Украину подписал письмо в поддержу российской агрессии. С 9 июня 2022 года находится под персональными санкциями Украины за поддержку войны. Также был внесён ФБК в список коррупционеров и разжигателей войны за поддержку нападения на Украину, 16 марта 2022 года форумом свободной России внесён в «Список Путина» и доклад «поджигателей войны» с предложением введения против него международных санкций.

## Сфера научных интересов
Образование:
- вопросы качества образования;[источник не указан 1058 дней]
- критерии оценки вузов (аккредитация, лицензирование и так далее).[источник не указан 1058 дней]

Наука о человеке:
- энергоинформационное воздействие[неизвестный термин] на человека;[источник не указан 1058 дней]
- процессы гомеостаза человека;[источник не указан 1058 дней]
- исследование радиофизических характеристик радиосигналов, моделирование.[источник не указан 1058 дней]

Инновации:
- влияние инновационно-научного развития на государство и общество.[источник не указан 1058 дней]

Экономика:
Фигурант диссернета, как научный руководитель докторской диссертации с плагиатом.